# Minh Hiệp
Minh Hiệp là một xã thuộc huyện Lộc Bình, tỉnh Lạng Sơn, Việt Nam.
Tên của xã được ghép từ tên của hai xã cũ là Hiệp Hạ và Minh Phát.

## Địa lý
Xã Minh Hiệp nằm ở phía tây huyện Lộc Bình, có vị trí địa lý:
- Phía đông giáp xã Thống Nhất, xã Đông Quan và  xã Nam Quan.
- Phía tây giáp huyện Chi Lăng
- Phía nam giáp xã Hữu Lân
- Phía bắc giáp xã Thống Nhất.

Xã Minh Hiệp có diện tích 52,26 km², dân số năm 2018 là 3.862 người, mật độ dân số đạt 74 người/km².

## Lịch sử
Địa bàn xã Minh Hiệp hiện nay trước đây vốn là hai xã Hiệp Hạ và Minh Phát thuộc huyện Lộc Bình.
Trước khi sáp nhập, xã Hiệp Hạ có diện tích 16,53 km², dân số là 1.841 người, mật độ dân số 111 người/km². Xã Minh Phát có diện tích 35,73 km², dân số là 2.021 người, mật độ dân số 57 người/km².
Ngày 21 tháng 11 năm 2019, Ủy ban Thường vụ Quốc hội ban hành Nghị quyết số 818/NQ-UBTVQH14 về việc sắp xếp các đơn vị hành chính cấp xã thuộc tỉnh Lạng Sơn (nghị quyết có hiệu lực từ ngày 1 tháng 1 năm 2020). Theo đó, sáp nhập toàn bộ diện tích và dân số của hai xã Hiệp Hạ và Minh Phát thành xã Minh Hiệp.